# Riggs Peak
Der Riggs Peak (englisch; bulgarisch връх Ригс wrach Rigs) ist ein 1690 m hoher Berg auf Smith Island im Archipel der Südlichen Shetlandinseln. In der Imeon Range ragt er 2,1 km südwestlich des Neofit Peak, 5 km südwestlich des Mount Foster und 8,5 km nordöstlich des Kap James auf. Der Letniza-Gletscher liegt südlich, der Gramada-Gletscher östlich und südöstlich von ihm.
Bulgarische Wissenschaftler kartierten ihn 2008. Die bulgarische Kommission für Antarktische Geographische Namen benannte ihn im selben Jahr nach dem US-amerikanischen Missionar und Sprachwissenschaftler Elias Riggs (1810–1901), der bei der Organisation der Übersetzung, des Drucks und der Verbreitung der Bibel in Bulgarien erheblich zur Bulgarischen Wiedergeburt beigetragen hatte.